# Jelení jezírko
Der Jelení jezírko (deutsch Hirschbachklause) ist ein Schwemmteich in Tschechien. Er liegt auf den Fluren der Gemeinde Stožec im Okres Prachatice. Gestaut werden der Bach Jelení potok bzw. Hučice und einige namenlose Zuflüsse.

## Geographie
Der Jelení jezírko befindet sich einen Kilometer nordöstlich von Jelení im Böhmerwald. Der Teich liegt an einem bewaldeten Sattel zwischen den Bergen Jelenská hora (Hirschberg, 1068 m n.m.), Hvozd (Hochwald, 1047 m n.m.) und Perník (Lebzelterberg, 1048 m n.m). Über seinen Damm führt der Naturlehrpfad Medvědí stezka (Bärensteig) von Černý Kříž über Jelení nach Ovesná.

## Geschichte
Die Hirschbachklause wurde im Jahre 1835 im Jokeswald (Joklův les) als Reservoir für die Holzschwemme auf dem Schwarzenbergschen Schwemmkanal errichtet und ist der jüngste seiner drei Schwemmteiche. Ihr Stauraum wurde auf eine Wassermenge von 9000 m³ konzipiert, die während der Schwemmzeiten bei Bedarf über die Hirschbachriese (Jelení smyk) abgegeben wurde. Durch deren Steinrinne schoss das Wasser auf eine Länge von 904 m mit bis zu 104 ‰ Gefälle nach Südwesten ins Tal, 300 Meter unterhalb der Riese wurde es in den Alten Kanal eingeleitet. Bei der maximalen Abgabemenge von 0,4 m³/s reichten die Wasservorräte für eine fünfstündige Einspeisung. Für die Wiederbefüllung des Teiches wurden in der Regel zehn Tage benötigt.
Seit der Einstellung der Flößerei im Jahre 1961 läuft das Wasser des Teiches größtenteils über die Hirschbachriese in den Hirschbach (Jelení potok) ab.
In einem Felsen an der Hirschbachriese in Jelení sind die Jahreszahl 1833 und ein Wappen eingemeißelt.